# 長坂信夫
長坂 信夫（ながさか のぶお、1936年6月15日 -）は日本の歯科医師、歯学者。朝日大学顧問、元朝日大学学長、広島大学名誉教授、元広島大学歯学部長。元日本小児歯科学会理事長。

## 経歴
1962年、大阪歯科大学卒業。以後、愛知学院大学小児歯科助教授を経て、1977年岐阜歯科大学小児歯科学教授に就任。以後、1979年に広島大学教授、1997年広島大学歯学部長、2000年に朝日大学副学長、2001年に朝日大学学長に就任。

## 著作
- 黒須一夫、長坂信夫、桑原未代子 著、黒須一夫 編『現代小児歯科学 : 基礎と臨床』医歯薬出版、1974年3月。 NCID BN01340837。
- 『小児歯科実習マニュアル』医歯薬出版、1977年4月。ISBN 978-4-263-40129-3。 NCID BN04387881。
- 黒須一夫、長坂信夫、桑原未代子 著、黒須一夫 編『現代小児歯科学 : 基礎と臨床』医歯薬出版、1978年12月。 NCID BN15425687。
- 井上, 時雄、中尾, 俊一、長坂, 信夫 編『歯と歯ぐきの健康手帳』医歯薬出版、1982年7月。ISBN 978-4-263-40354-9。 NCID BN09393702。
- 黒須一夫、大森郁朗、長坂信夫、稗田豊治、森谷泰之『小児歯科臨床マニュアル』医歯薬出版、1989年7月。ISBN 978-4-263-40551-2。 NCID BN03833154。
- 長坂信夫 編『歯の健康』医歯薬出版、1989年9月。ISBN 978-4-263-40567-3。 NCID BN04035545。
- 長坂信夫 編『臨床小児歯科学』南山堂、1990年5月。ISBN 4525828218。 NCID BN04704179。
- 長坂信夫、野村美穂子 編『歯科看護』ヒューマンティワイ、1993年3月。ISBN 4938632926。 NCID BN09275524。
- 黒須一夫、長坂信夫、桑原未代子、土屋友幸、福田理、今村基尊、松村祐 著、黒須一夫 編『現代小児歯科学 基礎と臨床』（第5版）医歯薬出版、1994年2月。ISBN 978-4-263-40312-9。 NCID BN10901899。
- 長坂信夫『小児歯科アトラス』クインテッセンス出版、2000年3月。ISBN 4874176445。 NCID BA47031577。
- 祖父江鎮雄、長坂信夫、中田稔『新小児歯科学』医歯薬出版、2001年4月。ISBN 4263455177。 NCID BA52187724。
- 長坂信夫『小児のエンド病理組織から見た診断と治療のヒント』クインテッセンス出版、2016年11月10日。ISBN 978-4-7812-0525-0。

## 関連書籍
- 広島大学歯学部小児歯科学講座 編『長坂信夫歯学部長・教授退官記念誌 : 廣島大学歯学部小児歯科学講座創設二十周年業績集』2000年3月。 NCID BB21599917。

## 所属団体
- 日本歯科医学会 元理事[5]
  - 日本小児歯科学会 元理事長[1]
    - 日本小児歯科学会中部地方会 顧問[6]

  - 日本歯科医学教育学会 元評議員[5]
  - 日本小児口腔外科学会 元理事[5]、名誉会員
- 日本歯科医療福祉学会　元会長[5]、顧問、名誉会員[7]
- 日本小児保健学会元評議員[5]
- 広島大学歯学会 元会長[5]